# Journal of Chemical Sciences
Das Journal of Chemical Sciences, kurz J. Chem. Sci., ist eine wissenschaftliche Fachzeitschrift, die von der Indian Academy of Sciences (IAS) in Kollaboration mit dem Springer-Verlag herausgegeben wird.

## Geschichte
Das Journal geht auf die Proceedings – Indian Academy of Sciences, Section A zurück, die von 1934 bis 1979 publiziert wurden. Dann wurde die Zeitschrift in drei Sparten-Journale aufgeteilt, von denen eines die Proceedings – Indian Academy of Sciences, Chemical Sciences war. Dieses neue Journal erschien bis Ende 2003 und firmierte ab 2004 unter dem jetzigen Namen Journal of Chemical Sciences. Seit 2004 ist Mitherausgeber der Springer-Verlag.

## Beschreibung und Inhalte
Das Journal wird monatlich in englischer Sprache herausgegeben. Die online-Version erscheint kontinuierlich. Alle Inhalte sind ab Jahrgang 87 (1978) kostenfrei als PDF einsehbar. 
In der Zeitschrift erscheinen Forschungs- und Übersichtsartikel sowie Kurzmitteilungen aus allen Bereichen der Chemie. Die Forschungsartikel durchlaufen zur Qualitätssicherung das Peer-Review-Verfahren (Begutachtung von wissenschaftlichen Texten). Ein besonderer Schwerpunkt sind Ausgaben mit Themenschwerpunkten, die sich an aktuellen Entwicklungen orientieren und in Konferenzen oder Symposien abgebildet sind. 
Der Chefredakteur der Zeitschrift ist Srinivasan Natarajan vom Indian Institute of Science, Bengaluru. 

## Impact Factor
Der Impact Factor des Journal of Chemical Sciences beträgt laut dem mitherausgebenden Springer-Verlag 1,7 für das Jahr 2022, im Fünfjahresmittel lag er ebenfalls bei 1,7.

## Chefredakteure des Journal of Chemical Sciences
- Srinivasan Natarajan (2019– )
- N. Periasamy (2013–2018)
- S. S. Krishnamurthy (2001–2012)
- V. Krishnan (1989–2000)
- C. N. R. Rao (1978–1988)